# Campionato svizzero di pallacanestro
Il campionato svizzero di pallacanestro è posto sotto l'egida della Federazione Svizzera di Basket-ball ed è suddiviso in leghe. La Lega Nazionale A (pallacanestro) è il massimo campionato di pallacanestro della Svizzera per importanza ed è seguito per gerarchia dalla Lega Nazionale B. Si tratta di campionati professionistici, mentre gli altri sono di livello dilettantistico.

## Storia
Il campionato si disputa in Svizzera sin dal 1933.

## Campionato
Ogni squadra affronta tutte le altre compagini del raggruppamento di appartenenza due volte, una presso il proprio campo (partita in casa), una presso il campo avverso (partita in trasferta) con uno svolgimento che è detto girone all'italiana. Si assegnano due punti alla squadra che vince una partita e zero alla squadra sconfitta.

## Divisioni
Le divisioni del campionato sono riassumibili principalmente in due tronconi:
- I professionisti sotto l'egida della Ligue National de Basket:
  - La massima divisione, la Lega Nazionale A
  - Lega Nazionale B
  - Prima Lega

- Le leghe amatoriali gestite dalla associazioni regionali:
  - Seconda Lega
  - Terza Lega
  - Quarta Lega

Riassumendo, il campionato è così schematizzato:
| Livello                    | Divisione                   | Divisione                   | Divisione                                                | Divisione                                                | Divisione                   | Divisione                   | Divisione                   | Divisione                   | Divisione                                                                     | Divisione                                                                     | Divisione                                                                     | Divisione                                                                     |
| -------------------------- | --------------------------- | --------------------------- | -------------------------------------------------------- | -------------------------------------------------------- | --------------------------- | --------------------------- | --------------------------- | --------------------------- | ----------------------------------------------------------------------------- | ----------------------------------------------------------------------------- | ----------------------------------------------------------------------------- | ----------------------------------------------------------------------------- |
| 1 Ligue National de Basket | Lega Nazionale A 10 squadre | Lega Nazionale A 10 squadre | Lega Nazionale A 10 squadre                              | Lega Nazionale A 10 squadre                              | Lega Nazionale A 10 squadre | Lega Nazionale A 10 squadre | Lega Nazionale A 10 squadre | Lega Nazionale A 10 squadre | Lega Nazionale A 10 squadre                                                   | Lega Nazionale A 10 squadre                                                   | Lega Nazionale A 10 squadre                                                   | Lega Nazionale A 10 squadre                                                   |
| 2 Ligue National de Basket | Lega Nazionale B 12 squadre | Lega Nazionale B 12 squadre | Lega Nazionale B 12 squadre                              | Lega Nazionale B 12 squadre                              | Lega Nazionale B 12 squadre | Lega Nazionale B 12 squadre | Lega Nazionale B 12 squadre | Lega Nazionale B 12 squadre | Lega Nazionale B 12 squadre                                                   | Lega Nazionale B 12 squadre                                                   | Lega Nazionale B 12 squadre                                                   | Lega Nazionale B 12 squadre                                                   |
| 3 Ligue National de Basket | 1. Lega Est 11 squadre      | 1. Lega Est 11 squadre      | 1. Lega Est 11 squadre                                   | 1. Lega Est 11 squadre                                   | 1. Lega Est 11 squadre      | 1. Lega Est 11 squadre      | 1. Lega Ovest 10 squadre    | 1. Lega Ovest 10 squadre    | 1. Lega Ovest 10 squadre                                                      | 1. Lega Ovest 10 squadre                                                      | 1. Lega Ovest 10 squadre                                                      | 1. Lega Ovest 10 squadre                                                      |
| 4 Amatoriale               | 2. Lega ACGBA 9 squadre     | 2. Lega ACGBA 9 squadre     | 2. Lega ACNBA/KBBV Gr. NE - 9 squadre Gr. BE - 6 squadre | 2. Lega ACNBA/KBBV Gr. NE - 9 squadre Gr. BE - 6 squadre | 2. Lega AFBB 7 squadre      | 2. Lega AFBB 7 squadre      | 2. Lega AVB 10 squadre      | 2. Lega AVB 10 squadre      | 2. Lega AVSBA 7 squadre                                                       | 2. Lega AVSBA 7 squadre                                                       | 2. Lega NOBV 10 squadre                                                       | 2. Lega NOBV 10 squadre                                                       |
| 5 Amatoriale               | 3. Lega ACGBA 9 squadre     | 3. Lega ACGBA 9 squadre     | 3. Lega ACGBA 9 squadre                                  | 3. Lega AFBB 12 squadre                                  | 3. Lega AFBB 12 squadre     | 3. Lega AFBB 12 squadre     | 3. Lega AVB 10 squadre      | 3. Lega AVB 10 squadre      | 3. Lega AVB 10 squadre                                                        | 3. Lega NOBV Gr. Est - 8 squadre Gr. Ovest - 9 squadre                        | 3. Lega NOBV Gr. Est - 8 squadre Gr. Ovest - 9 squadre                        | 3. Lega NOBV Gr. Est - 8 squadre Gr. Ovest - 9 squadre                        |
| 6 Amatoriale               | 4. Lega ACGBA 9 squadre     | 4. Lega ACGBA 9 squadre     | 4. Lega ACGBA 9 squadre                                  | 4. Lega ACGBA 9 squadre                                  | 4. Lega AVB 8 squadre       | 4. Lega AVB 8 squadre       | 4. Lega AVB 8 squadre       | 4. Lega AVB 8 squadre       | 4. Lega NOBV Gr. Est - 7 squadre Gr. Ovest - 7 squadre Gr. Centro - 9 squadre | 4. Lega NOBV Gr. Est - 7 squadre Gr. Ovest - 7 squadre Gr. Centro - 9 squadre | 4. Lega NOBV Gr. Est - 7 squadre Gr. Ovest - 7 squadre Gr. Centro - 9 squadre | 4. Lega NOBV Gr. Est - 7 squadre Gr. Ovest - 7 squadre Gr. Centro - 9 squadre |